# Râul Urlătoarea Mare, Poarta
Râul Urlătoarea Mare este un curs de apă, unul din brațele care formează râul Poarta. 

## Hărți
- Harta județului Brașov